# 3384 Daliya
3384 Daliya eller 1974 SB1 är en asteroid i huvudbältet som upptäcktes den 19 september 1974 av den ryska astronomen Ljudmila Tjernych vid Krims astrofysiska observatorium på Krim. Den har fått sitt namn efter Vladimir Dal.
Den tillhör asteroidgruppen Nysa.